# Laupen (Berna)
Laupen és un municipi del cantó de Berna (Suïssa), cap del districte de Laupen.